# Colubrina javanica
Colubrina javanica är en brakvedsväxtart som beskrevs av Friedrich Anton Wilhelm Miquel. Colubrina javanica ingår i släktet Colubrina och familjen brakvedsväxter. Inga underarter finns listade i Catalogue of Life.